# Salvatore Muzzi
Salvatore Muzzi (Bologna, 14 marzo 1807 – Bologna, 29 luglio 1884) è stato uno scrittore e giornalista italiano.

## Biografia
Salvatore Muzzi era il primo dei cinque figli del maestro elementare Giuseppe Muzzi e di Maria Ferrarini, il fratello Antonio sarà pittore. Si laureò in matematica e per vent'anni insegnò lettere all'Istituto Minarelli di Bologna. Dopo il matrimonio con l'insegnante Angiola Campeggi, vinse il concorso da minutante al comune di Bologna. Nell'Italia unita ricoprì numerosi incarichi importanti, come addetto alla segreteria dell'Assemblea Costituente delle Romagne, Segretario all'Intendenza generale di Governo, Segretario al Ministero dei Lavori Pubblici a Modena, e applicato alla Direzione Generale delle Poste a Torino, Firenze e a Roma.
Come giornalista e scrittore pubblicò soprattutto opere di taglio divulgativo e didattico. I titoli più significativi sono gli otto volumi degli Annali della città di Bologna dalla sua origine al 1796 (la prima storia moderna della città), e le Cento Novelline, l'opera di maggior successo editoriale. Morì nel 1884.